# Bromelija
Bromelija (lat. Bromelia), rod vazdazelenih trajnica iz porodice tamjanikovki (Bromeliaceae) raširen u tropskim predjelima Srednje i Južne Amerike. Blizu sedamdeset priznatih vrsta

## Vrste
1. Bromelia agavifolia Brongn. ex Houllet
2. Bromelia alsodes H.St.John
3. Bromelia alta L.B.Sm.
4. Bromelia amplifolia Leme & W.Till
5. Bromelia antiacantha Bertol.
6. Bromelia araujoi P.J.Braun, Esteves & Scharf
7. Bromelia arenaria Ule
8. Bromelia arubaiensis Ibisch & R.Vásquez
9. Bromelia auriculata L.B.Sm.
10. Bromelia balansae Mez
11. Bromelia binotii É.Morren ex Mez
12. Bromelia braunii Leme & Esteves
13. Bromelia charlesii P.J.Braun, Esteves & Scharf
14. Bromelia chrysantha Jacq.
15. Bromelia dilatata Esteves, Hofacker & Scharf
16. Bromelia eitenorum L.B.Sm.
17. Bromelia epiphytica L.B.Sm.
18. Bromelia estevesii Leme
19. Bromelia exigua Mez
20. Bromelia ferox Esteves, Hofacker & Scharf
21. Bromelia flemingii I.Ramírez & Carnevali
22. Bromelia fosteriana L.B.Sm.
23. Bromelia fragilis L.B.Sm.
24. Bromelia glaziovii Mez
25. Bromelia goeldiana L.B.Sm.
26. Bromelia goyazensis Mez
27. Bromelia gracilisepala R.F.Monteiro & Forzza
28. Bromelia grandiflora Mez
29. Bromelia granvillei L.B.Sm. & Gouda
30. Bromelia gurkeniana E.Pereira & Moutinho
31. Bromelia hemisphaerica Lam.
32. Bromelia hieronymi Mez
33. Bromelia horstii Rauh
34. Bromelia humilis Jacq.
35. Bromelia ignaciana R.Vásquez & Ibisch
36. Bromelia interior L.B.Sm.
37. Bromelia irwinii L.B.Sm.
38. Bromelia karatas L.
39. Bromelia laciniosa Mart. ex Schult. & Schult.f.
40. Bromelia lagopus Mez
41. Bromelia legrellae (É.Morren) Mez
42. Bromelia lindevaldae Leme & Esteves
43. Bromelia macedoi L.B.Sm.
44. Bromelia magnifica Esteves & Gouda
45. Bromelia michaelii Esteves, Hofacker & Scharf
46. Bromelia minima Leme & Esteves
47. Bromelia morreniana (Regel) Mez
48. Bromelia neotenuifolia I.M.Turner
49. Bromelia nidus-puellae (André) André ex Mez
50. Bromelia oliveirae L.B.Sm.
51. Bromelia palmeri Mez
52. Bromelia pinguin L.
53. Bromelia poeppigii Mez
54. Bromelia redoutei (Baker) L.B.Sm.
55. Bromelia regnellii Mez
56. Bromelia reversacantha Mez
57. Bromelia richardii Esteves, Hofacker & Scharf
58. Bromelia rondoniana L.B.Sm.
59. Bromelia rosea Esteves, Hofacker & Scharf
60. Bromelia scarlatina (Linden) É.Morren ex C.Morren
61. Bromelia serra Griseb.
62. Bromelia superba Mez
63. Bromelia superficialis P.J.Braun & Esteves
64. Bromelia sylvicola S.Moore
65. Bromelia tarapotina Ule
66. Bromelia tocantinense Esteves & Gouda
67. Bromelia trianae Mez
68. Bromelia tubulosa L.B.Sm.
69. Bromelia unaensis Leme & Scharf
70. Bromelia villosa Mez